# Temporada 1961-1962 del Club Joventut Badalona
La temporada 1961-1962 va ser la 23a temporada en actiu del Club Joventut Badalona des que va començar a competir de manera oficial. La Penya va disputar la seva 6a temporada a la màxima categoria del bàsquet espanyol, acabant la competició en la segona posició, dos lloc per sobre de la plaça aconseguida la temporada anterior. Aquesta temporada també va participar en la Copa del Generalíssim.

## Resultats
Lliga espanyola
A la lliga espanyola finalitza en la segona posició de 10 equips participants. En 18 partits disputats va obtenir un bagatge de 13 victòries i 5 derrotes, amb 1.178 punts a favor i 1.031 en contra (+147).
Copa del Generalíssim
En aquesta edició de la Copa del Generalíssim el Joventut va quedar eliminat a quarts de final a mans del CB Aismalíbar, en el partit corresponent de la fase final disputada a Barcelona.
Altres competicions
La Penya va tornar a guanyar el Trofeu Samaranch, eliminant diversos equips fins a arribar a la final, en la que derrotarien l'Espanyol per 66 a 59.

## Plantilla
La plantilla del Joventut aquesta temporada va ser la següent:
| Club Joventut Badalona: plantilla 1961-62 |
| Jugadors                                  |
| Josep Brunet                              |
| Joaquim Ballester                         |
| Amador Rojas                              |
| Alfonso Martínez                          |
| José Luis Martínez                        |
| Francesc Llobet                           |
| Artur Auladell                            |
| Carlos Torrents                           |
| Jorge Cuello                              |
| Julià                                     |
| Ferrer                                    |
| Fornell                                   |
| Entrenador                                |
| Antonio Molina                            |
| Joaquim Broto (baixa)                     |
| Joan Canals (baixa)                       |